# Jimmy Michie
Jimmy Michie (ur. 4 sierpnia 1971) – snookerzysta angielski. W gronie profesjonalistów od 1991 roku. Najwyżej sklasyfikowany na 46 miejscu listy rankingowej.
Największe sukcesy
Dwukrotny udział w półfinałach turniejów rankingowych: British Open 1999 i LG Cup 2002.
W półfinałach Mistrzostw świata Ronnie O’Sullivan użył kija Michiego (gdyż z własnym miał problemy, szczególnie z tipem).